# Linia kolejowa Ducherow – Świnoujście Główne
Linia kolejowa Ducherow – Świnoujście Główne – rozebrana linia kolejowa o pierwotnej długości 37,67 km łącząca stację Ducherow ze stacją Świnoujście Główne.

## Historia

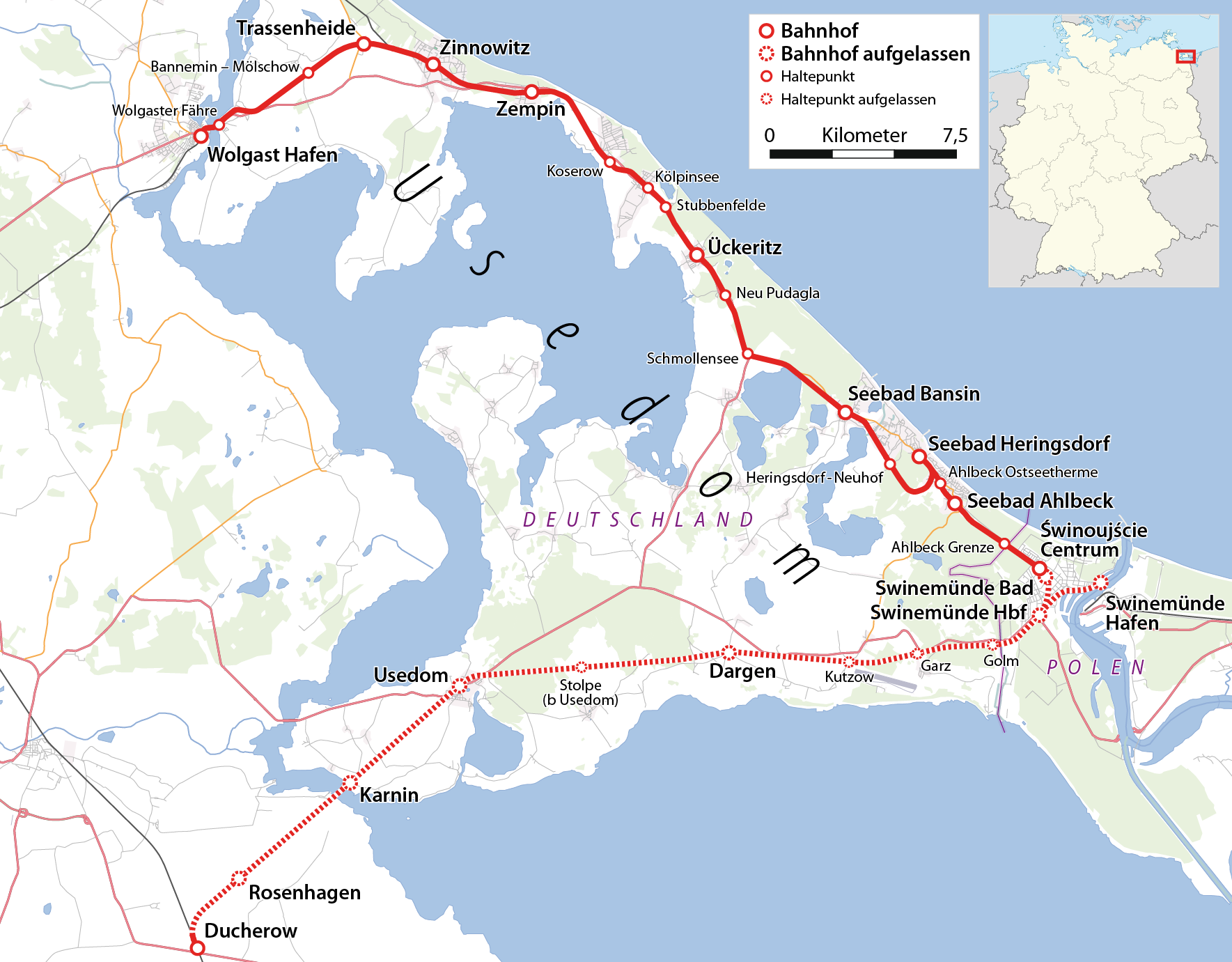
Mapa połączeń kolejowych na i w okolicy wyspy Uznam

16 marca 1863 roku otwarto połączenie kolejowe Berlin–Stralsund utworzone z połączenia w Angermünde istniejącej od 1843 linii Berlin–Szczecin oraz nowo wybudowanego szlaku Angermünde–Stralsund. Późniejsze działania kupców z wyspy Uznam doprowadziły do tego, że 11 grudnia 1874 roku spółka Berlin-Stettiner Eisenbahn-Gesellschaft (Berlińsko-Szczecińskie Towarzystwo Kolejowe) uzyskała koncesję na budowę odnogi tej linii – prowadzącej z Ducherow do Świnoujścia Głównego (Swinemünde Hbf). Już na początku 1875 roku rozpoczęto pierwsze prace budowlane. Jednotorową linię o długości 37,67 km oddano do eksploatacji 15 maja 1876.
Linia pokonywała Pianę mostem obrotowym w Karnin. Dalej wiodła przez południową część wyspy przez miasta Usedom i Garz, po czym docierała do Świnoujścia Głównego. W 1892 roku wprowadzono letnie połączenie pośpieszne z Berlina do Świnoujścia. W 1907 roku rozpoczęto prace nad budową drugiego toru na linii, 23 maja 1908 roku nastąpił odbiór techniczny, a 1 lipca tego samego roku linia stała się oficjalnie linią dwutorową.
28 kwietnia 1945 wycofujące się wojska niemieckie wysadziły przęsło mostu w Karnin. Po wojnie komendantura radziecka kazała odbudować zniszczoną w czasie wojny linię do Karnin, która potem służyła wojskom radzieckim do wywozu dóbr z wyspy Uznam. W roku 1947 rozpoczęto rozbiórkę linii od Karnin do Świnoujścia, pod koniec 1948 pozostały już tylko puste nasypy oraz budynki stacyjne. Również w 1948 roku zaczęto rozbierać odcinek od Ducherow do mostu w Karnin, a w latach 1952–1953, zdemontowano częściowo most w Karnin, pozostawiając jedynie część podnoszoną, która istnieje do tej pory. Niektóre części mostu posłużyły do odbudowy mostu w Kostrzynie.

## Czasy przejazdu
Według rozkładu jazdy z roku 1944 czas przejazdu na linii wynosił odpowiednio:
- dla pociągów pośpiesznych: 32 minuty
- dla pociągów osobowych: od 47 do 55 minut

## Galeria

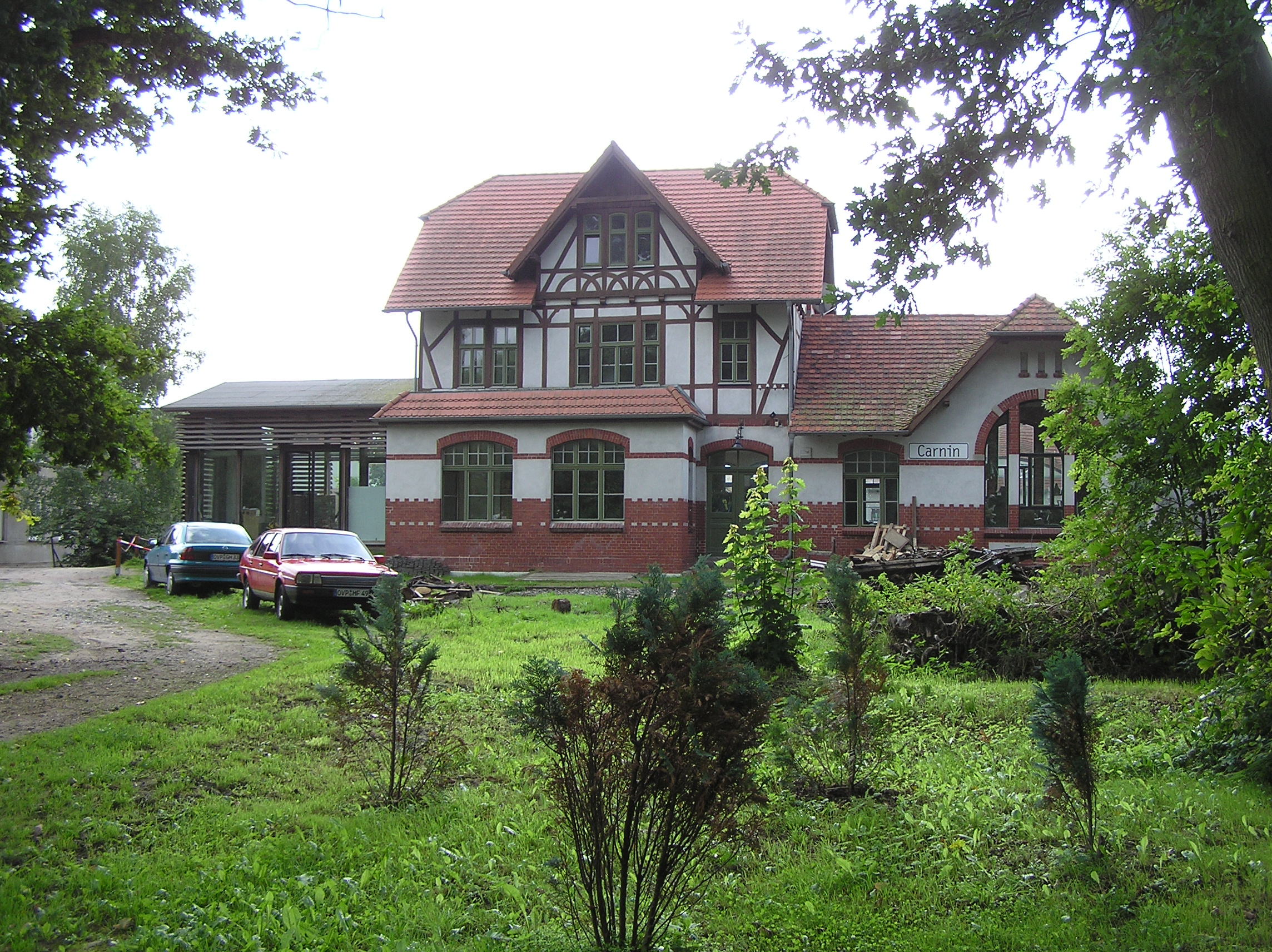
Budynek dworca w Karnin
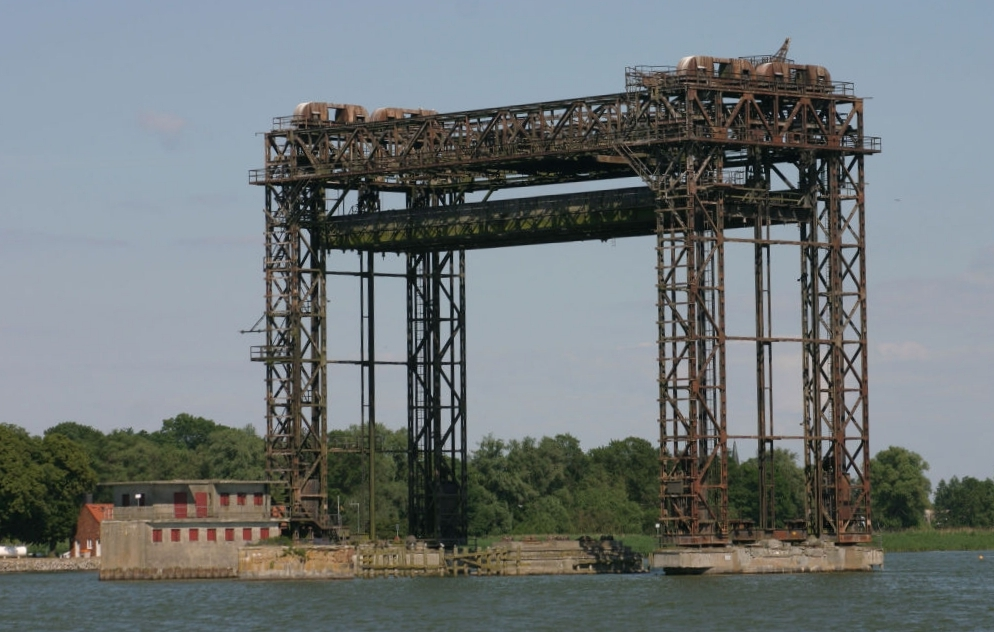
Pozostałość podnoszonego mostu w Karnin
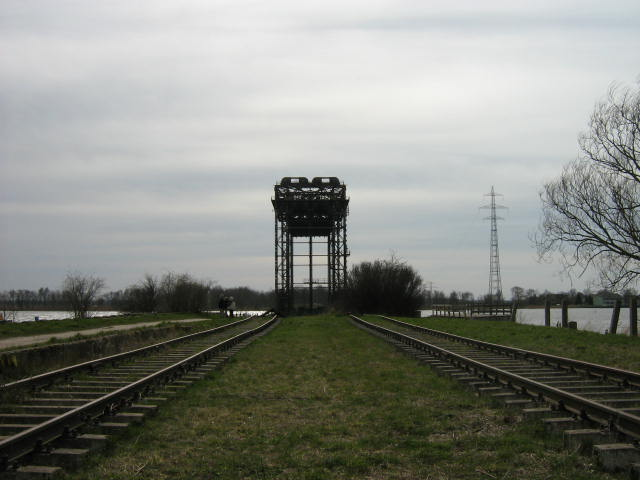
Pozostałość podnoszonego mostu w Karnin
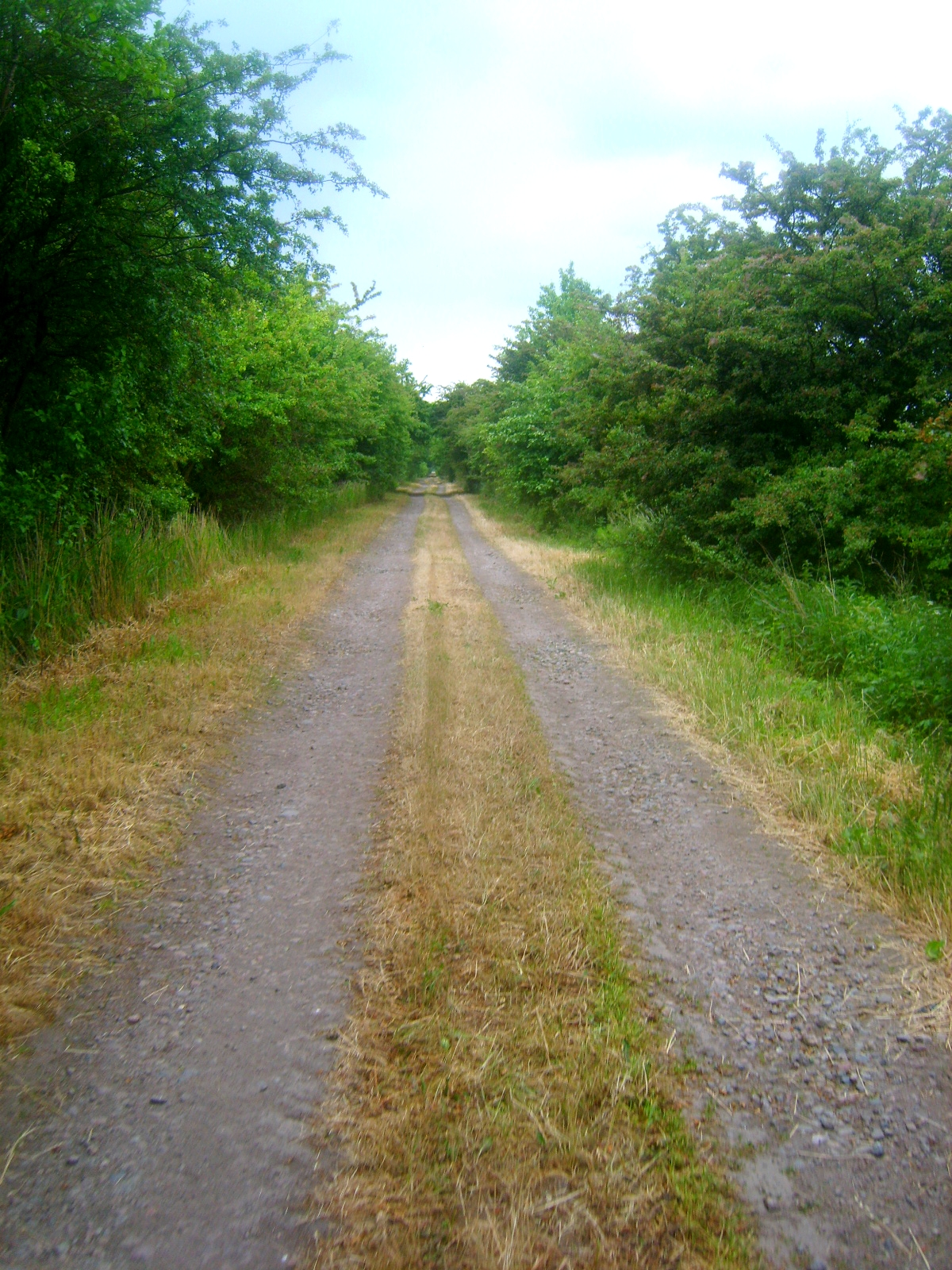
Starotorze na odcinku Usedom-Karnin
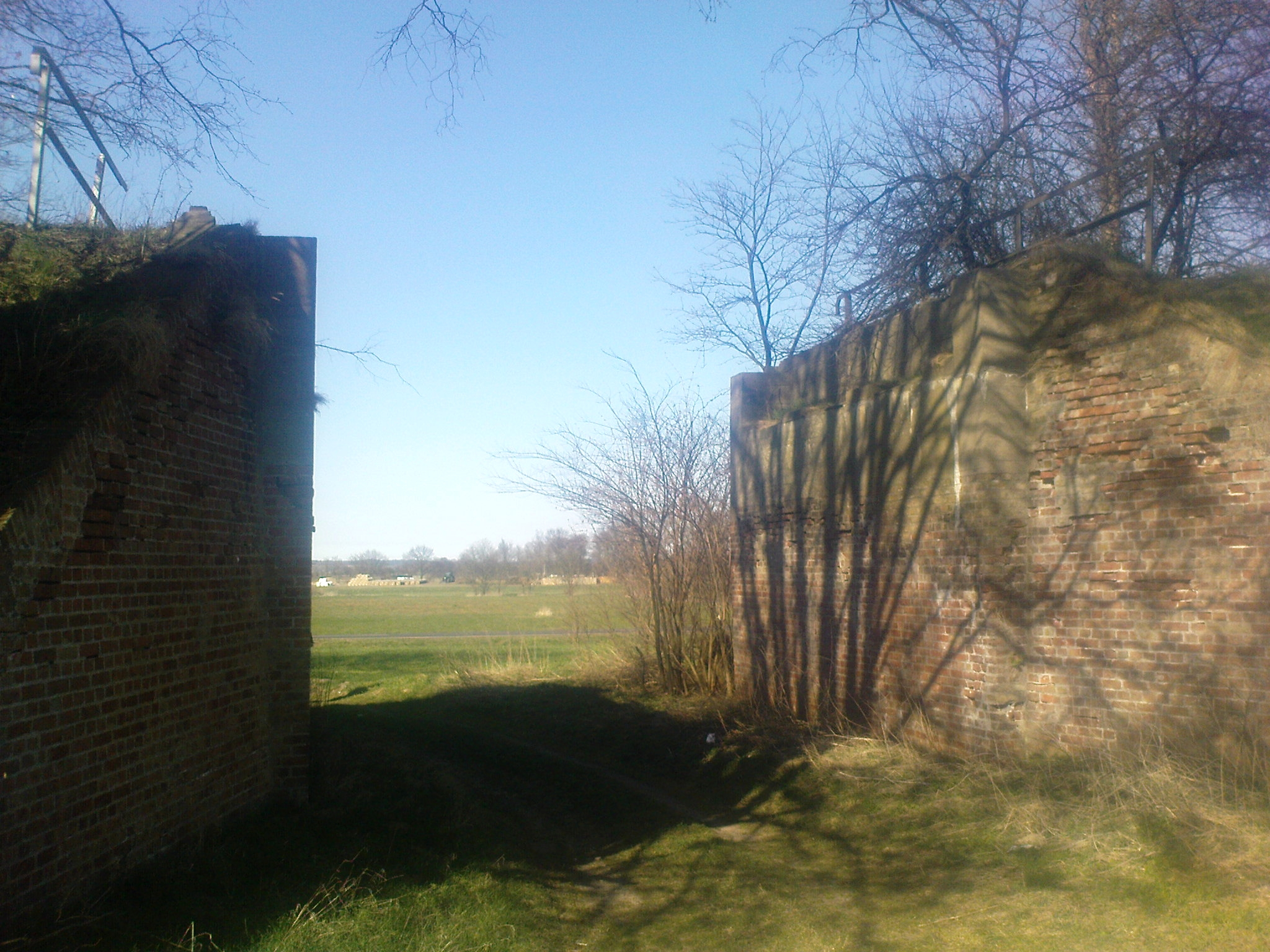
Pozostałości po wiadukcie